# Aeroportul Cootamundra
Aeroportul Cootamundra (IATA: CMD, ICAO: YCTM) este un aeroport din Cootamundra⁠(d), Noul Wales de Sud, Australia. A fost numit după Cootamundra⁠(d).
Situat la o altitudine de 336 m, aeroportul dispune de o singură pistă. Este operat de Cootamundra-Gundagai Regional Council⁠(d).